# Dennaton Games
Dennaton Games — шведская компания, специализирующаяся на разработке видеоигр и основанная программистом Юнатаном Сёдерстрёмом и художником Деннисом Ведином. Название компании состоит из имён основателей.

## История
Юнатан Сёдерстрём, разработчик инди-видеоигр, ранее разрабатывал игры в Game Maker в качестве хобби. В интервью он сказал, что ему пора было начать зарабатывать на этом, поэтому он захотел создать более масштабный проект. Он связался со своим другом Деннисом Ведином, художником, и вместе они основали Dennaton Games, после чего начали разработку Hotline Miami.

## Разработанные видеоигры
| Название                      | Годы | Жанр(ы)                  | Платформа(ы)                                                                |
| ----------------------------- | ---- | ------------------------ | --------------------------------------------------------------------------- |
| Hotline Miami                 | 2012 | Action, top-down shooter | Microsoft Windows, OS X, Linux, PS3, PS4, Nintendo Switch, PS Vita, Android |
| Hotline Miami 2: Wrong Number | 2015 | Action, top-down shooter | Microsoft Windows, OS X, Linux, PS3, PS4, Nintendo Switch, PS Vita, Android |